# دارين أندرسون
دارين أندرسون (بالإنجليزية: Darren Anderson)‏ (6 سبتمبر 1966 في المملكة المتحدة - ) هو لاعب كرة قدم بريطاني في مركز الدفاع. لعب مع تشارلتون أثلتيك ونادي كرو ألكساندرا ونادي ألدرشوت ونادي سلاو تاون وStaines Town F.C. ‏.